# Бромлі (футбольний клуб)
ФК «Бромлі» (англ. Bromley Football Club) — англійський футбольний клуб із району Лондона Бромлі, заснований у 1892 році. Виступає у Національній лізі Півдня. Домашні матчі приймає на стадіоні «Хейс Лейн», потужністю 5 000 глядачів.